# Pierwszy rząd Władimira Putina
Pierwszy rząd Władimira Putina – rząd Federacji Rosyjskiej, utworzony w dniach 16-19 sierpnia 1999 pod przewodnictwem Władimira Putina
Władimir Putin jako premier został zaakceptowany przez Dumę Państwową 16 sierpnia 1999, rząd powstawał do 19 sierpnia 1999. Michaił Kasjanow pełnił obowiązki premiera od 7 do 17 maja 2000.

## Pierwszy rząd Władimira Putina (1999–2000)
| Funkcja                                                                                  | Imię i nazwisko       | Imię i nazwisko             | Czas pełnienia funkcji | Czas pełnienia funkcji |
| Funkcja                                                                                  | Imię i nazwisko       | Imię i nazwisko             | Od                     | Do                     |
| ---------------------------------------------------------------------------------------- | --------------------- | --------------------------- | ---------------------- | ---------------------- |
| Przewodniczący Rządu                                                                     |                       | Władimir Putin (Jedność)    | 16 sierpnia 1999(dts)  | 7 maja 2000(dts)       |
| Minister sprawiedliwości                                                                 |                       | Jurij Czajka                | 17 sierpnia 1999(dts)  | 18 maja 2000(dts)      |
| Minister spraw zagranicznych                                                             | Igor Iwanow           | 17 sierpnia 1999(dts)       | 18 maja 2000(dts)      |                        |
| Minister spraw wewnętrznych                                                              | Władimir Ruszajło     | 17 sierpnia 1999(dts)       | 18 maja 2000(dts)      |                        |
| Minister obrony                                                                          | Igor Siergiejew       | 17 sierpnia 1999(dts)       | 18 maja 2000(dts)      |                        |
| Minister obrony cywilnej, sytuacji nadzwyczajnych i likwidacji skutków klęsk żywiołowych |                       | Siergiej Szojgu (Jedność)   | 17 sierpnia 1999(dts)  | 10 stycznia 2000(dts)  |
| Zastępca przewodniczącego Rządu                                                          | 10 stycznia 2000(dts) | Siergiej Szojgu (Jedność)   | 18 maja 2000(dts)      |                        |
| Minister obrony cywilnej, sytuacji nadzwyczajnych i likwidacji skutków klęsk żywiołowych | 10 stycznia 2000(dts) | Siergiej Szojgu (Jedność)   | 18 maja 2000(dts)      |                        |
| Pierwszy zastępca przewodniczącego Rządu                                                 |                       | Nikołaj Aksionienko         | 19 sierpnia 1999(dts)  | 16 września 1999(dts)  |
| Pierwszy zastępca przewodniczącego Rządu                                                 | 16 września 1999(dts) | Nikołaj Aksionienko         | 18 maja 2000(dts)      |                        |
| Minister kolei                                                                           | 16 września 1999(dts) | Nikołaj Aksionienko         | 18 maja 2000(dts)      |                        |
| Minister kolei                                                                           | 10 stycznia 2000(dts) | Nikołaj Aksionienko         | 18 maja 2000(dts)      |                        |
| Pierwszy Zastępca przewodniczącego Rządu                                                 | Wiktor Christienko    | 19 sierpnia 1999(dts)       | 10 stycznia 2000(dts)  |                        |
| Zastępca przewodniczącego Rządu                                                          | Wiktor Christienko    | 10 stycznia 2000(dts)       | 18 maja 2000(dts)      |                        |
| Zastępca przewodniczącego Rządu                                                          | Ilja Klebanow         | 19 sierpnia 1999(dts)       | 18 maja 2000(dts)      |                        |
| Zastępca przewodniczącego Rządu                                                          | Walentina Matwijenko  | 19 sierpnia 1999(dts)       | 18 maja 2000(dts)      |                        |
| Zastępca przewodniczącego Rządu                                                          | Władimir Szczerbak    | 19 sierpnia 1999(dts)       | 18 maja 2000(dts)      |                        |
| Minister do spraw energii atomowej                                                       | Jewgienij Adamow      | 19 sierpnia 1999(dts)       | 18 maja 2000(dts)      |                        |
| Minister do spraw Wspólnoty Niepodległych Państw                                         | Leonid Draczewskij    | 19 sierpnia 1999(dts)       | 18 maja 2000(dts)      |                        |
| Minister edukacji                                                                        | Władimir Filippow     | 19 sierpnia 1999(dts)       | 18 maja 2000(dts)      |                        |
| Minister handlu                                                                          |                       | Michaił Fradkow (OWR)       | 19 sierpnia 1999(dts)  | 18 maja 2000(dts)      |
| Minister transportu                                                                      |                       | Siergiej Frank              | 19 sierpnia 1999(dts)  | 18 maja 2000(dts)      |
| Minister własności państwowej                                                            | Farit Gazizullin      | 19 sierpnia 1999(dts)       | 18 maja 2000(dts)      |                        |
| Minister rolnictwa i gospodarki żywnościowej                                             |                       | Aleksiej Gordiejew (APR)    | 19 sierpnia 1999(dts)  | 18 maja 2000(dts)      |
| Minister kultury fizycznej, sportu i turystyki                                           |                       | Boris Iwaniużenkow (KPRF)   | 19 sierpnia 1999(dts)  | 18 maja 2000(dts)      |
| Minister zasobów naturalnych                                                             |                       | Boris Jackiewicz            | 19 sierpnia 1999(dts)  | 18 maja 2000(dts)      |
| Minister kultury                                                                         | Władimir Jegorow      | 19 sierpnia 1999(dts)       | 8 lutego 2000(dts)     |                        |
| Minister polityki antymonopolowej i wsparcia przedsiębiorczości                          | Ilja Jużanow          | 19 sierpnia 1999(dts)       | 18 maja 2000(dts)      |                        |
| Minister paliw i energii                                                                 | Wiktor Kalużnyj       | 19 sierpnia 1999(dts)       | 18 maja 2000(dts)      |                        |
| Minister pracy i rozwoju społecznego                                                     |                       | Siergiej Kałasznikow (LDPR) | 19 sierpnia 1999(dts)  | 18 maja 2000(dts)      |
| Minister finansów                                                                        |                       | Michaił Kasjanow            | 19 sierpnia 1999(dts)  | 10 stycznia 2000(dts)  |
| Pierwszy Zastępca przewodniczącego Rządu                                                 | 10 stycznia 2000(dts) | Michaił Kasjanow            | 18 maja 2000(dts)      |                        |
| Minister finansów                                                                        | 10 stycznia 2000(dts) | Michaił Kasjanow            | 18 maja 2000(dts)      |                        |
| Minister nauki i technologii                                                             | Michaił Kirpicznikow  | 19 sierpnia 1999(dts)       | 18 maja 2000(dts)      |                        |
| Minister                                                                                 | Dmitrij Kozak         | 19 sierpnia 1999(dts)       | 18 maja 2000(dts)      |                        |
| Kierownik Aparatu Rządu                                                                  | Dmitrij Kozak         | 19 sierpnia 1999(dts)       | 18 maja 2000(dts)      |                        |
| Minister do spraw prasy, radiofonii, telewizji i środków komunikacji masowej             | Michaił Lesin         | 19 sierpnia 1999(dts)       | 18 maja 2000(dts)      |                        |
| Minister                                                                                 | Aleksandr Liwszyc     | 19 sierpnia 1999(dts)       | 18 maja 2000(dts)      |                        |
| Minister do spraw Federacji i Narodowości                                                | Wiaczesław Michajłow  | 19 sierpnia 1999(dts)       | 6 stycznia 2000(dts)   |                        |
| Minister podatków i ceł                                                                  |                       | Aleksandr Poczinok (DWR)    | 19 sierpnia 1999(dts)  | 18 maja 2000(dts)      |
| Minister kolei                                                                           |                       | Władimir Starostienko       | 19 sierpnia 1999(dts)  | 16 września 1999(dts)  |
| Minister gospodarki                                                                      | Andriej Szapowaljanc  | 19 sierpnia 1999(dts)       | 18 maja 2000(dts)      |                        |
| Minister ochrony zdrowia                                                                 | Jurij Szewczenko      | 19 sierpnia 1999(dts)       | 18 maja 2000(dts)      |                        |
| Zastępca przewodniczącego Rządu                                                          | Nikołaj Koszman       | 15 października 1999(dts)   | 18 maja 2000(dts)      |                        |
| Pełnomocny przedstawiciel Rządu w Republice Czeczeńskiej                                 | Nikołaj Koszman       | 15 października 1999(dts)   | 18 maja 2000(dts)      |                        |
| Minister łączności i informatyzacji                                                      | Leonid Riejman        | 12 listopada 1999(dts)      | 18 maja 2000(dts)      |                        |
| Minister do spraw Federacji i Narodowości                                                | Aleksandr Błochin     | 6 stycznia 2000(dts)        | 18 maja 2000(dts)      |                        |
| Minister kultury                                                                         | Michaił Szwydkoj      | 8 lutego 2000(dts)          | 18 maja 2000(dts)      |                        |